# Highvale
Highvale är en del av en befolkad plats i Australien. Den ligger i kommunen Moreton Bay och delstaten Queensland, omkring 25 kilometer nordväst om delstatshuvudstaden Brisbane. Antalet invånare är 1 545.
Närmaste större samhälle är Samford Valley, nära Highvale.
I omgivningarna runt Highvale växer i huvudsak städsegrön lövskog. Runt Highvale är det ganska tätbefolkat, med 239 invånare per kvadratkilometer. Genomsnittlig årsnederbörd är 1 222 millimeter. Den regnigaste månaden är januari, med i genomsnitt 252 mm nederbörd, och den torraste är september, med 30 mm nederbörd.